# Granbyhällen
Die Felsritzung Granbyhällen (Nr. U RR1987;134 – auch Bergengatan, Kista oder Spånga 206:1 genannt) ist eine Runeninschrift auf einem Aufschluss des Vaxtunahögen, beim Stockholmer Stadtteil Husby in Schweden. 

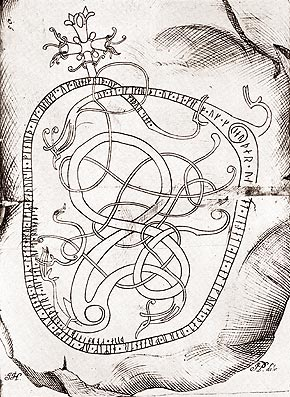
Granbyhällen

Die Runeninschrift mit einer schwer erkennbaren Bildgestaltung liegt nördlich von Stockholm am Südrand der Wohnbebauung von Husby. Sie wurde 1941 von einem Soldaten entdeckt. Es ist unmöglich, mit Sicherheit zu ermitteln, was darauf eingeritzt war. Es scheint, als ob es sich auf ein (königliches Husby) Gut bezieht, das nicht mehr existiert. 
Der Text lautet: „Ingelög ließ hauen dieses Felsbild für ihren Sohn ... -hild ... (?), und für Sigfast sein(en) Bruder, Mutter und Sohn, leben in Hu ...“